# 一言坂の戦い
一言坂の戦い（ひとことざかのたたかい）は、元亀3年（1572年）10月に遠江国二俣城をめぐり、武田信玄と徳川家康の間で行われた戦い。家康の退却戦である。
武田信玄の西上作戦の過程で行われた戦いであり、二俣城の戦い（あるいはそれを含めて三方ヶ原の戦い）の前哨戦である。

## 合戦の経緯

### 背景
元亀3年（1572年）、武田信玄は信長包囲網に応える形で西上作戦を発動する。信玄は軍を3つに分け、山県昌景率いる5,000の兵を三河へ、秋山虎繁（信友）率いる伊那衆を美濃へと先行させる。そして10月10日には、自ら率いる本隊3万（北条氏政からの援軍も含む）を信濃の青崩峠から徳川領の遠江へと侵攻させた。
本隊の侵攻が始まると、北遠江の国人だった天野景貫は即座に信玄に寝返り、居城・犬居城を明け渡して侵攻の先導役を務める。犬居城で信玄は馬場信春に5,000の兵を預けて西の只来城に向かわせ、そのまま南進して要所・二俣城へ向かった。一方、山県昌景隊は、すでに降伏していた奥三河の山家三方衆を加えて、遠江へ転進し信玄本隊との合流を図っていた。
二俣城は、徳川氏の本城・浜松城だけでなく、その支城・掛川城、高天神城にも繋がる要所で、徳川氏にとって遠江支配の要であった。しかし、徳川氏は三河への対処などもあって、防衛には8,000人余しか動員できず、さらに織田氏からの援軍も望めない状況にあった。それでも天竜川を渡らせたくない家康は、本多忠勝・内藤信成を偵察に先行させ、自身も3,000の軍勢を率いて出陣し、天竜川を渡河した。
しかし、この時、武田軍は家康の予想よりも早く進軍していた。

### 一言坂の戦い
先行していた本多・内藤率いる偵察隊は武田の先発隊と遭遇した。偵察隊はすぐに退却するも、武田軍は素早い動きで徳川軍を追撃し始め、太田川の支流の三箇野川や一言坂（静岡県磐田市一言）で戦いが始まった。
徳川軍の望まぬ形で開戦してしまい、また兵の多寡もあったため、家康は撤退を決めた。内藤信成と本多忠勝は徳川本隊の殿（しんがり）を務め、一言坂の下という不利な地形に陣取った。急戦で陣形もままならぬ本多忠勝隊に、武田軍先鋒の馬場信春隊が突撃し、3段構えの陣形のうちの第2段までを打ち破った。また、信玄の近習である小杉左近は、本多隊の退路を阻むために、本多隊の後方（一言坂のさらに下）に先回りし、鉄砲を撃ちかけた。
これに対し、本多忠勝は、大滝流れの陣をとり、坂の下で待ち受ける小杉隊に敵中突破し逃走を図る。これは無謀な突撃であり、本多隊はいわゆる死兵となる予定であったが、左近はこれを迎え撃たず、道を空けるように指示して本多忠勝隊を見逃す。このとき、忠勝は小杉に名を尋ね、感謝の言葉を述べたと言われる。

### 合戦後
徳川軍は無事に浜松城まで撤退できたものの、武田軍にそのまま二俣城を包囲されてしまう。家康はこれといった対処を取ることができず、12月19日に二俣城は陥落した（二俣城の戦い）。これによって家康の遠江支配は揺らいだ。
二俣城陥落と前後して、家康は織田氏の増援を受けており、陥落後、武田の次の狙いは浜松城とみて篭城戦を決め込むも誘い出され、三方ヶ原で敗退した（三方ヶ原の戦い）。家康から味方を浜松城へ引き取る間、誰か残り防戦を遂ぐべき者はないかとの旨があったが、皆悉く疲れて誰も引き受けるものがいない。その時信成が進み出でて「某相残るべし」と申し上げ、信成は苦戦奮闘大いに努め敵を倒すこと数知れず、味方もまた倒れる者も多かったが、遂には信玄は夜明けた後に軍勢を納めたという。こうして内藤信成・本多忠勝の働きによって徳川家康率いる本隊は見事、撤退戦を完了させた。
なお、講談師が最初に習う「三方ヶ原軍記」には、信成が敵陣を探る「内藤の物見」という段が存在する。

## 唐の頭に本多平八

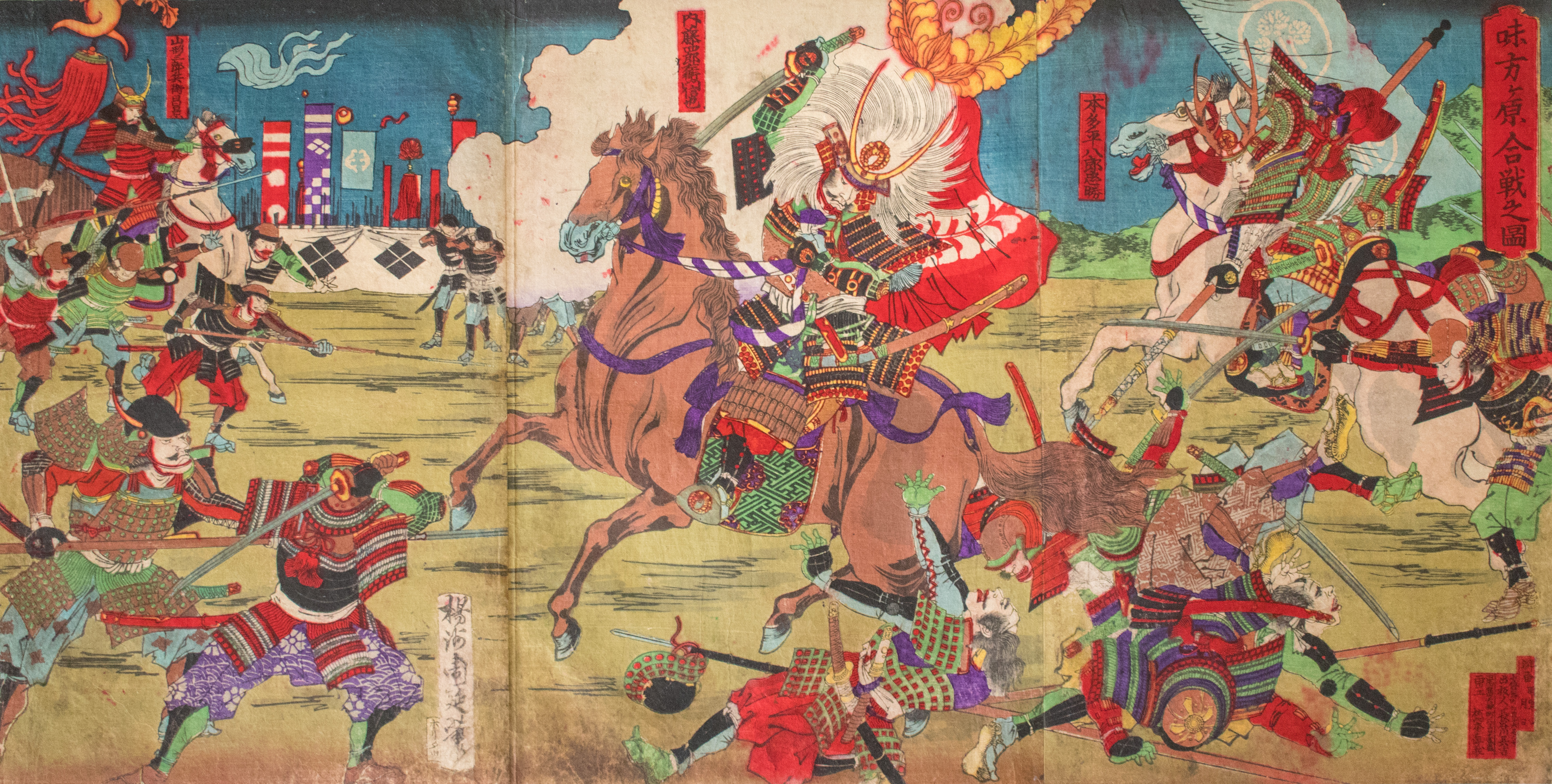
「味方ヶ原合戦之図」揚州周延画
中央が信成、右が忠勝

一言坂の戦いの後、「家康に過ぎたるものが二つあり　唐の頭に本多平八」という本多忠勝の武功を称える狂歌・落書が登場した。これは、「本多平八」は本多忠勝のことであり、「唐の頭（からのかしら）」とは家康の愛用するヤクの毛で作られた兜のことで、中国四川省やチベット原産（つまり「唐」原産）の日本では珍しい品というのが通説であるが、唐の頭とは内藤信成の付けた兜のことであり、家康生涯最大の撤退戦を完遂させた、内藤信成と本多忠勝二人の武功を称えた歌という説もある。
また、小杉左近が書いたと言われていたが、実際は信其なる人物が日記で若き頃の忠勝を歌ったものである。後年これを真似た狂歌として「三成に過ぎたるものが二つあり　島の左近に佐和山の城」というものがある。